# Antonina Krivošapková
Antonina Vladimirovna Krivošapková (rusky: Антонина Владимировна Кривошапка; * 21. července 1987, Rostov na Donu) je ruská atletka, sprinterka, jejíž specializací je běh na 400 metrů a štafetové běhy.

## Kariéra
První mezinárodní úspěchy zaznamenala v roce 2003, když získala stříbrnou medaili na mistrovství světa do 17 let v kanadském Sherbrooke a zlato na evropském olympijském festivalu mládeže v Paříži. O rok později však neprošla na juniorském mistrovství světa v italském Grossetu rozběhem.
V roce 2009 se v Turíně stala halovou mistryní Evropy a s ruskou štafetou na 4 × 400 m získala zlaté medaile před Britkami a třetími Běloruskami. Na mistrovství světa 2009 v Berlíně doběhla ve finále čtvrtky třetí v čase 49,71. Stejný kov získala také ve štafetě, když v cíli nestačila těsně na štafetu Jamajky, za kterou finišovala Shericka Williamsová.
V roce 2010 na mistrovství Evropy v Barceloně vybojovala bronzovou medaili v běhu na 400 metrů, když cílem proběhla v čase 50,10 s. Na stupních vítězů stály i další Rusky, když stříbro získala Xenija Ustalovová a mistryní Evropy se stala Taťjana Firovová v čase 49,89 s. Zlatou medaili získala ve štafetě na 4 × 400 metrů, za kterou dále kromě Ustalovové a Firovové běžela také Anastasija Kapačinská.
V roce 2016 byly znovuotestovány její vzorky a došlo k prokázání přítomnosti zakázaných dopovacích látek, což bylo oznámeno v únoru 2017. V dubnu jí byl udělen dvouletý zákaz startu a její výsledky z let 2012 a 2013 byly anulovány.

## Osobní rekordy
- 400 m (hala) – 50,55 s  – 15. února 2009, Moskva
- 400 m (dráha) – 49,29 s – 23. července 2009, Čeboksary